# 유송 효무제
유송 세조 효무황제 유준(劉宋 世祖 孝武皇帝 劉駿, 430년 9월 19일(음력 8월 16일) ~ 464년 7월 1일 (음력 윤 5월 23일))은 중국 남북조 시대 유송의 제4대 황제(재위：453년 ~ 464년)이다. 자는 휴용(休龍)이고 아명은 도민(道民)이다. 제3대 황제 유의륭의 아들이다.

## 생애
아버지를 암살한 형을 죽이고 제위에 오른 뒤 아버지의 정책을 이어가면서, 형주, 양주, 강주의 군부의 권한을 축소시키고, 대사를 파견하여 조세의 독촉을 진행하고, 사족과 공상, 잡호와의 통혼을 금하고 사문에게 왕자를 배알하게 하는 등 중앙 집권화를 그린 정치를 추진했다.

## 가족
- 문목황후 왕씨(文穆皇后 王氏)
  - 제1황자 유자업
- 숙의 은씨 (사실 유의선의 딸로 유준의 사촌이다)

## 기년
| 효무제      | 원년            | 2년        | 3년        | 4년             | 5년        | 6년        | 7년        | 8년        | 9년        | 10년       | 11년       |
| ----------- | --------------- | ---------- | ---------- | --------------- | ---------- | ---------- | ---------- | ---------- | ---------- | ---------- | ---------- |
| 서력 (西曆) | 454년           | 455년      | 456년      | 457년           | 458년      | 459년      | 460년      | 461년      | 462년      | 463년      | 464년      |
| 간지 (干支) | 갑오(甲午)      | 을미(乙未) | 병신(丙申) | 정유(丁酉)      | 무술(戊戌) | 기해(己亥) | 경자(庚子) | 신축(辛丑) | 임인(壬寅) | 계묘(癸卯) | 갑진(甲辰) |
| 연호 (年號) | 효건(孝建) 원년 | 2년        | 3년        | 대명(大明) 원년 | 2년        | 3년        | 4년        | 5년        | 6년        | 7년        | 8년        |